# Михайлов, Константин Валерьевич
Константин Валерьевич Михайлов (род. 12 февраля 1983, Москва) — российский хоккеист, нападающий, тренер.

## Биография
Воспитанник «Динамо» Москва. Начинал играть в «Динамо-2» в сезоне 1999/2000. В следующем сезоне перешёл в «Нефтехимик». На драфте НХЛ 2001 года был выбран в 8-м раунде под общим 245-м номером клубом «Ванкувер Кэнакс». Сезон 2002/03 начал в «Динамо», затем вернулся в «Нефтехимик». Выступал за клубы «Сибирь» (2003/04), «Северсталь» (2004/05), «Голден Амур» Хабаровск (2004/05, АХЛ), «Юность» Минск (Белоруссия, 2004/05), «Гомель» (Белоруссия, 2004//05 — 2005/06), «Титан» и «Титан-2» (Клин, 2006/07), «Металлург» Лиепая (Латвия, 2006/07 — 2007/08), ТХК и «Неман» Гродно (Белоруссия, оба — 2009/10), «Ижсталь» и «Титан» (2010/11), «Динамо» Балашиха, «Жилина» (Словакия) и ТХК (все — 2011/12), «Компаньон» (Украина) и «Нове-Замки» (Словакия, оба — 2012/13), «Эври» (Франция, 2014/15), «Спутник» Нижний Тагил и «Тур» (Франция, оба — 2015/16), «Брест Альбатрос» и «Брест Альбатрос-2» (оба — Франция, 2016/17).
В сезонах 2017/18 — 2020/21 — тренер женского клуба СКИФ Нижний Новгород, с 21 октября 2019 до конца сезона — главный тренер.
С 2022 года — главный тренер сборной Нижегородской области среди юниорок.